# Moosberg
Moosberg, od 1939 Stanisławówka – dawna wieś na Ukrainie, w rejonie jaworowskim obwodu lwowskiego.
W II Rzeczypospolitej do 1934 samodzielna gmina jednostkowa. Następnie należała do zbiorowej wiejskiej gminy Bruchnal w powiecie jaworowskim w woj. lwowskim. 
Zarządzeniem ministra spraw wewnętrznych z 4 maja 1939 ustalono dla miejscowości Moosberg nazwę Stanisławówka.
Po wojnie wieś weszła w struktury administracyjne Związku Radzieckiego.